# Turecká akademie věd

Logo akademie

Turecká akademie věd (Türkiye Bilimler Akademisi) je učená společnost sídlící v tureckém hlavním městě Ankaře. Založena byla v roce 1993. Od svého založení formálně podléhala přímo předsedovi turecké vlády, její postavení ale bylo spíše autonomní. Tato autonomie byla však omezena v roce 2011, kdy se změnil systém jmenování členů akademie - od té doby třetinu členů jmenuje rada ministrů a další třetinu vládní Rada pro výzkum  a technologie (Türkiye Bilimsel ve Teknolojik Araştırma Kurumu). Jen třetinu členů od té doby volí sami akademici. V reakci na tuto reorganizace a posílení vládní kontroly rezignovalo na členství v akademii sedmdesát akademiků (ze zhruba 200). Založili poté alternativní Vědeckou akademickou společnost (Bilim Akademisi Derneği).